# 価格-消費曲線
価格-消費曲線 (かかくしょうひきょくせん、price-consumption curve) とは、ミクロ経済学の消費者行動分析における概念で、消費者が所得が一定の下で、ある一つの財の価格変化のみを見て消費を決定するときの消費計画を表す曲線である。

## ギッフェン財
2財のみの経済を想定する場合、通常財 (ordinary good) の価格-消費曲線は価格の上昇につれて右から左へ変化していく。しかし、ギッフェン財の性質をもつ財は価格-消費曲線の一部が右下方向に折り返すような軌跡をとる。この価格帯における財の需要曲線は、通常の右下がりではなく左下がりの曲線となる。